# Llengües Vives
Llengües Vives va ser una publicació que informava sobre l'actualitat lingüística del sud-oest europeu. Centrava el seu interès en les llengües galaico-portuguesa, asturiana, basca, aragonesa, occitana i catalana. Era una publicació hexalingüe, coordinada des de Barcelona i comptava amb una corresponsalia per a cada llengua.
En la primera etapa del projecte –del 1996 al 2009- va tenir periodicitat bimestral i format paper. Coordinat i editat per Frederic Perers, se'n van arribar a publicar 71 números. El Llengües Vives va a promoure el Dia Europeu de les Llengües i va editar dos recopilatoris musicals multilingües ("Llengües vives del tercer mil·lenni" i "Llengües Vives 1996-2006"). També va participar en actes molt diversos, com les Jornades de les Llengües d'Aragó o les Trobades d'Entitats per la Llengua Catalana Del número 57 al 71 la publicació va incorporar la llengua sarda.
En la segona etapa -del 2009 al 2013-, el projecte es va reconvertir en un blog, impulsat per Iñaki Peña. La periodicitat va fer-se setmanal i els posts van passar a ser petits monogràfics dedicats rotativament a una de les llengües.